# Пандуры Тренка
Пандуры Тренка или просто Пандуры (хорв. Panduri, нем. Panduren, венг. Pandúr) — лёгкие пехотные формирования Австрийской империи, образованные в 1741 году по указу императрицы Марии-Терезии. Костяк пандурских частей составляли добровольцы из Королевства Славония и Славонской военной границы, а их командиром и ответственным за их подготовку стал барон Франц фон дер Тренк. Название «пандуры» было присвоено этим частям в связи с одной из их обязанностей — поддержанием правопорядка.
Пандуры были представлены в мае 1741 года императрице Марии-Терезии вместе со своим военным оркестром, что заложило основы для написания военных маршей в Европе. Единой униформы у пандуров не было, а внешне их одежда была схожа с турецкой или восточной. Структура пандурских частей оставалась неизменной до 1745 года, пока их не объединили в полк. В 1746 году Тренк был смещён с должности командующего и отправлен в тюрьму Шпильберк, где и умер в 1748 году. Полк пандуров в дальнейшем был преобразован в 53-й пехотный полк, нёсший службу в Загребе вплоть до падения Австро-Венгрии и прекращения своего существования. На памятных медалях солдат полка всегда изображался Тренк в одежде пандура.
Пандуры Тренка участвовали в войне за австрийское наследство, Первой и Второй силезских войнах. Они участвовали в штурмах таких городов и замков, как Цобтен-ам-Берге, Штрелен, замок Клаус, Линц, Деггендорф, замок Диссенштейн, Кам, крепость Козел и Мюнхен. В битве при Сооре пандуры захватили и разграбили казну прусской армии и личные вещи Фридриха Великого. В целом пандуры заслужили славу не только храбрых и отважных, но и внушающих страх и беспощадных солдат, известных своими склонностями к мародёрству и грабежу. Эти солдаты были известны своим упрямством, непокорностью и нарушениями военной дисциплины. Расположенный недалеко от немецкого Кама город Вальдмюнхен ежегодно воздаёт почести барону фон дер Тренку и его пандурам, спасшим город в 1742 году от разграбления. Память Тренка увековечена в Пожеге, где существуют клуб исторической реконструкции и городской оркестр.

## Этимология
Слово «пандур», которое используется в венгерском языке в качестве военного термина, является там заимствованным. Его корни восходят к хорватскому слову pudar, хотя носовой звук на месте u предполагает, что заимствование могло произойти до того, как в хорватском появилось собственное произношение праславянского /ɔ̃/. Словом pudar в хорватском называли людей, которые охранял урожай на полях и в виноградниках, а само существительное произошло от глагола puditi или pudati (с хорв. — «отгонять, отпугивать»). В венгерском языке этим словом стали называть не только охрану, но и полицейских в принципе. В хорватский язык это слово могло прийти, в свою очередь, из латинского banderius или bannerius, которые имели значения «охранник полей», «бейлиф» или «сражающийся под знаменем».
К середине XVIII века на территории Хорватии за обеспечение правопорядка отвечали пандуры из той или иной жупании или гусары, патрулировавшие дороги и преследующие преступников. В 1740 году словом «пандур» стали называть пехотинцев, нёсших пограничную службу вдоль Хорватской военной границы, особенно в Карловацком и Вараждинском генералатах. Роль пандуров в качестве сил безопасности расширилась и на территорию Далмации, которая присоединилась к Австрийской империи в XIX веке. Вскоре слово «пандур» перестало использоваться в официальных документах для наименования сотрудников органов правопорядка, однако закрепилось в жаргоне хорватского языка и иных славянских языков Западных Балкан, став аналогом английского «cop» («коп»). Пандуры, которые воевали под руководством барона Тренка, называются официально «пандурами Тренка» или, реже, «хорватскими пандурами».

## Образование

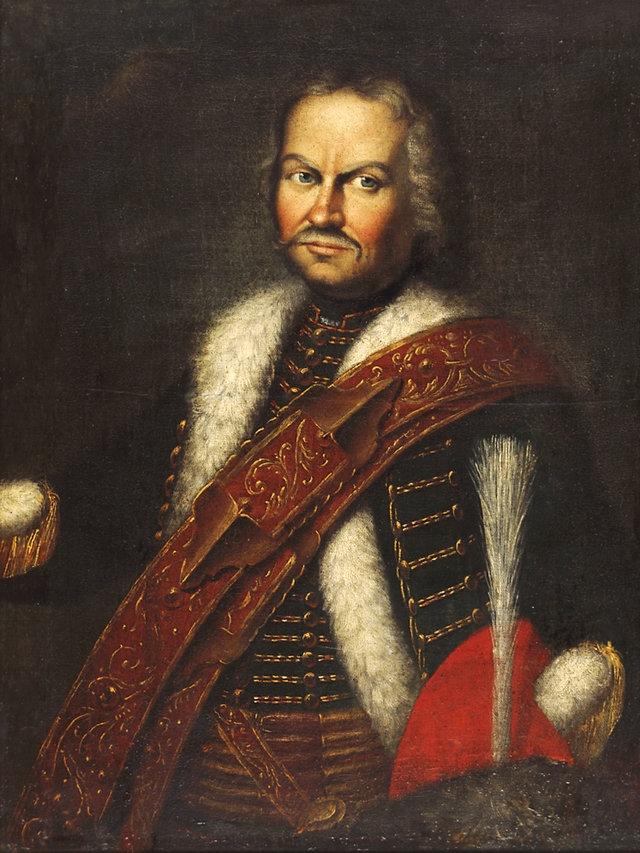
Барон Франц фон дер Тренк

В формировании пандурских частей важнейшую роль сыграл барон Франц фон дер Тренк, который незадолго до начала войны за австрийское наследство предложил австрийской императрице Марии Терезии создать специальные армейские подразделения: они могли бы одновременно нести егерскую службу на границе Австрии и Турции, предотвращая возможные турецкие набеги на пограничные земли, а также участвовали бы в кампаниях в Европе. Первые «регулярные» или списочные подразделения пандуров как пограничных войск в Австрийской империи появились ещё задолго до предложения фон дер Тренка: их ядро формировали преимущественно хорваты и сербы (в меньшей степени венгры и секеи), которые находились под угрозой порабощения со стороны османов и искали помощи и покровительства у Австрии. Эти отряды несли пограничную или егерскую службу, предотвращая турецкие набеги на пограничные австрийские территории.
Барон утверждал, что обучение и содержание подобных частей не требовало бы больших расходов, а их навыки были бы полезны в войнах с другими государствами. 27 февраля 1741 года императрица подписала указ (нем. Werbepatent), согласно которому предписывалось создать отряд численностью 1 тысячу человек, и исполнением указа занялся фон дер Тренк. Созданный им отряд был составлен преимущественно из добровольцев, проживавших в разных районах Королевства Славония и Славонской военной границы — этнических хорватов и сербов. На основании этого указа приграничные области были разделены на воеводства, в каждое из которых входили районы, откуда набирались пандурские полки — как для пограничной службы, так и для службы в действующей армии. В составе действующей армии пандуры использовались в качестве застрельщиков.
Пандуры прибыли в Вену для подготовки к военному параду в присутствии императрицы, намеченному на 27 мая 1741 года. В частности, в этом параде участвовали лично Тренк как командир подразделения, два капитана, оберлейтенант, пять лейтенантов, квартирмейстер, адъютант, два священника (капеллан-римокатолик и православный батюшка), два врача, 40 сержантов, пять писарей, 80 капралов и 12 музыкантов с флейтами, барабаном и кимвалами. Этих музыкантов прозвали "турецким оркестром: по словам Юрицы Милетича, именно пандуры считаются первопроходцами в области внедрения военных маршей в Европе.

## Снаряжение и вооружение
Какой-либо специфической униформы у пандуров не было: они носили разную одежду, более схожую с балканской славянской или с турецкой, однако в ней были элементы и европейского солдатского костюма. В частности, по словам Федро Шишича, пандур носил высокую чёрную шапку, напоминавшую камилавки православных священников, красный плащ с капюшоном наподобие клобука (или доломан), синий жилет зобун (хорв. zobun) или красный жилет ечерму (хорв. ječerma), а также широкие синие чикчиры и опанаки. Этот «восточный» внешний вид пандура дополняла обязательно выбритая налысо голова с небольшим «крысиным» хвостом-куржуком, в который заплетались волосы. В качестве знамени пандуры использовали бунчук с конским хвостом. Из вооружения у них были четыре однозарядных пистолета, спрятанные в кобурах за поясом, ханджар и ножик с надписью «Vivat Pandur». Помимо этого, к вооружению пандуров относились мушкеты турецкой работы с характерной для турок конструкцией замка и приклада, а также винтовые ружья-штуцеры, дополнявшиеся широким длинным ножом. При этом пандуры не использовали штыки.
Пандуры были пехотинцами, предпочитавшими сражаться в рассыпном строю, а не следовать линейной тактике, заложенной во время войны за испанское наследство. В частности, они укрывались в лесах, атакуя обозы и караваны противника. Эта полупартизанская тактика позволяла им быть почти неуловимыми, вследствие чего войска противника вынуждены были усиливать охрану коммуникаций и даже психологически готовить рядовых солдат к бою с пандурами. В частности, прусская пропаганда нередко представляла пандур сугубо как «любителей грабежа и наживы».

## Участие в войнах

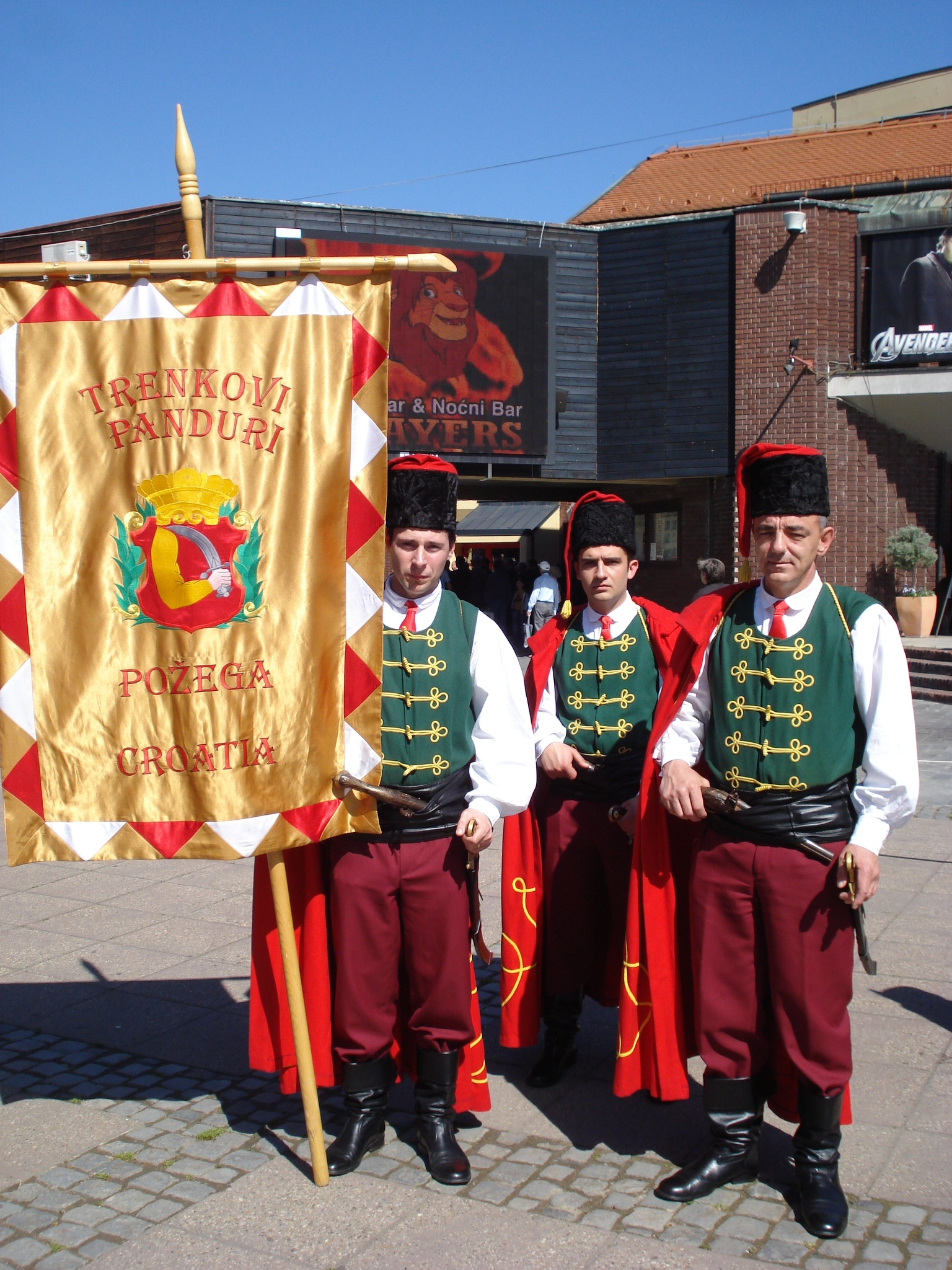
Исторические реконструкторы из Пожеги

Пандуры участвовали в сражениях на территории Силезии, Богемии, Баварии и Франции, проходивших во время войны за австрийское наследство, Первой и Второй силезских войн. В частности, пандуры отличились при взятии городов Цобтен-ам-Берге и Штрелен в Нижней Силезии, отбитых у пруссаков, а также участвовали в обороне тет-де-пона около Вены после поражения австрийцев в битве при Мольвице. В 1742 году пандуры взяли замок Клаус в Штирии, захватили Линц и Деггендорф, разгромив французские войска, и затем помогли австрийцам взять Мюнхен. К концу того же года пандурами были заняты замок Диссенштейн и город Кам, отбитые у баварцев: в ходе боёв Кам был полностью разрушен, что обеспечило проход австрийских войск под командованием фельдмаршала Людвига Андреаса Кевенхюллера в Богемию. В 1743 году пандуры под командованием Тренка взяли крепость Козел. В 1745 году во время Второй силезской войны в битве при Сооре пандурами была захвачена прусская военная казна, насчитывавшая 80 тысяч дукатов, а также большой запас оружия, лошадей и даже палатка, принадлежавшие прусскому королю Фридриху Великому. Применяемая пандурами в боях полупартизанская тактика приносила им серьёзный успех, и Фридрих II Великий, изучив всерьёз действия пандуров, решил по их образцу создать аналогичные егерские части в прусской армии, чтобы компенсировать преимущество австрийцев в лёгкой пехоте. Примеру австрийцев и пруссаков вскоре последовали и многие другие европейские державы, создавшие свои легкопехотные части.
Пандуры заработали не только репутацию храбрых и отважных солдат, но и внушающих чувство страха и не знающих пощады бойцов, которые занимались грабежом и мародёрством, а также отличались непокорностью, склонностью нарушать воинскую дисциплину и крайним упрямством. В частности, пандуры грабили не только иностранцев, но и австрийское население: многие люди добровольно записывались в пандурские полки, чтобы получить возможность легко обогатиться за счёт грабежей богатых областей Европы. В то же время известно, что находившийся недалеко от Кама город Вальдмюнхен в 1742 году был спасён от разрушения именно пандурами и бароном Тренком, за что жители города стали считать их своими спасителями. Начиная с 1950 года, в городе проводится ежегодный фестиваль исторической реконструкции с участием свыше 300 актёров.
В 1745 году структура пандурских частей претерпела изменения: после подачи прошения императрице Тренк объединил пандуров в полк. Одной из причин подобных реформ стали неискоренимые склонности пандуров к грабежам и мародёрству: фон дер Тренк рассчитывал укрепить дисциплину в армии. Однако через год его отстранили от командования и признали виновным в проявлениях жестокости, отправив в тюрьму в замке Шпильберк, где барон и умер 4 октября 1749 года. В 1748 году был заключён Ахенский мир, а 22 декабря того же года полк пандуров был преобразован в Славонский батальон (хорв. Slavonski bataljun). К 1756 году (незадолго до начала Семилетней войны) в австрийской армии насчитывалось порядка 17 полков пандурского типа (примерно каждый пятый). После начала Семилетней войны Славонский батальон был преобразован в 53-й линейный пехотный полк, а его штаб-квартиру перевели в Загреб, что положило конец истории пандурских частей. Однако в самом полку хранилась память о преемственности от пандурских частей барона Тренка благодаря памятным медалям с изображением барона Тренка в пандурских одеяниях. Полк окончательно прекратил своё существование в январе 1919 года.

## Память

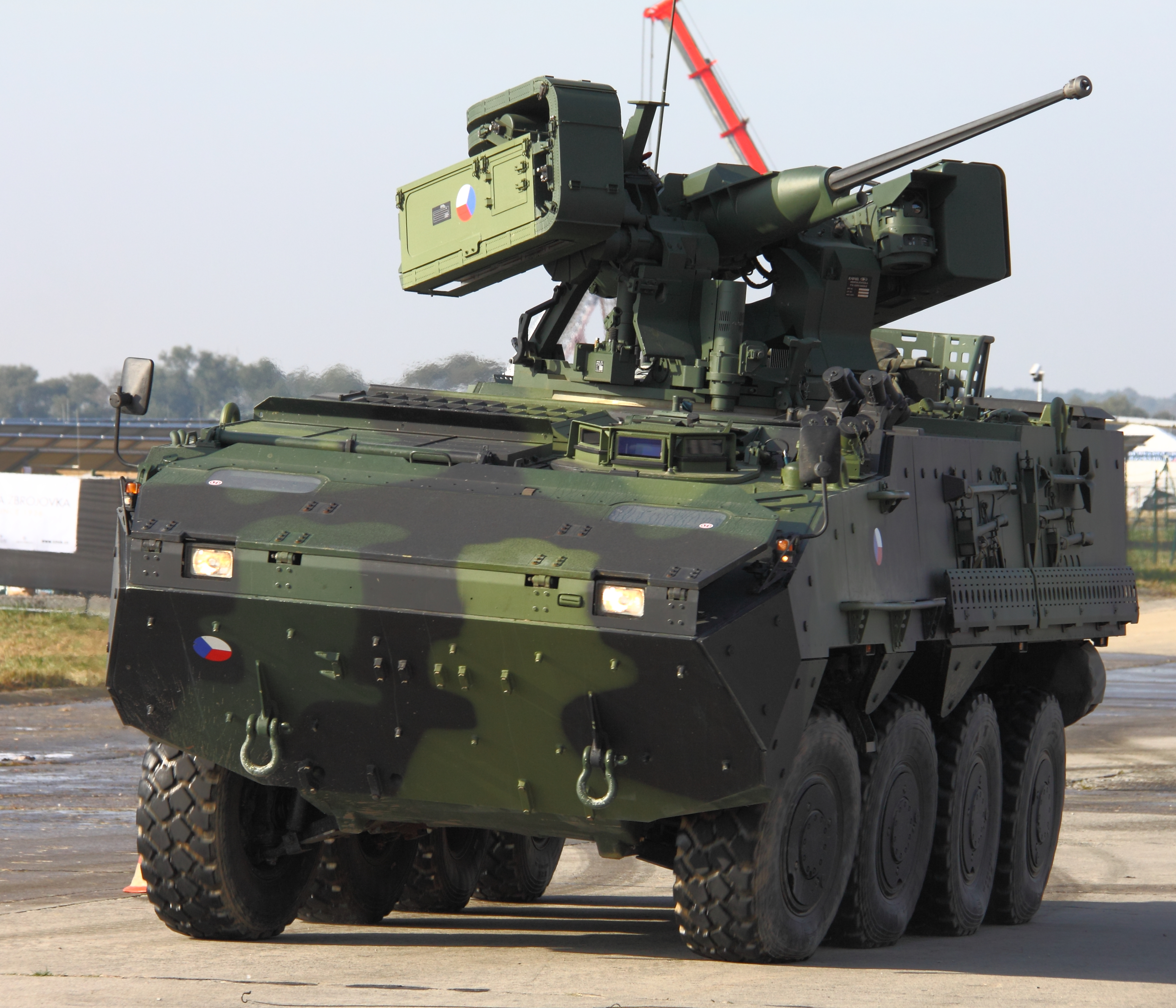
Боевая бронированная машина Pandur II

Военные успехи пандуров Тренка оставили большой след в культурном наследии Хорватии и Баварии. Так, в 1912 году в честь их командира была названа деревня Тренково, находящаяся в районе баронского имения Велика, рядом с городом Пожега. В этой деревне находилась баронская усадьба Тренка, которую снесли в конце XVIII — начале XIX веков. 28 января 1881 года в городе Пожега был учреждён официальный городской оркестр под названием «Пандуры Тренка» (хорв. Trenkovi panduri), а в 1997 году членами оркестра был создан клуб исторической реконструкции. Ежегодно в Вальдмюнхене проводится фестиваль в память о событиях 1742 года, когда Тренк спас этот город от разрушения.
Имя барона носил взвод хорватского полицейского спецподразделения «Тренк» (хорв. Trenk), образованный 8 марта 1991 года в Пожеге и участвовавший в войне за независимость Хорватии. Австрийская оружейная компания Steyr-Daimler-Puch разработала боевую бронированную машину, которая получила название Pandur II в честь пехоты Тренка.

## Комментарии
1. ↑  Зобун (хорв. zobun, от тур. zıbın) — тёплый меховой жилет (у мужчин и женщин)[17]
2. ↑  По другим данным, они украли ларец с драгоценностями Фридриха Великого[13]